# S20 (샤프 펜슬)
S20은 일본의 기업인 파이롯트에서 생산하는 샤프 펜슬이다. 2004년에 출시되어 현재까지 생산되고 있으며, 제품 코드는 HPS-2SK-□*이다. S20은 파이롯트에서 나온 샤프 펜슬 시리즈인 S 시리즈의 하이엔드 제품이다. S20의 총 길이는 146mm이며, 총 무게는 18g이다. 심경은 0.3mm, 0.5mm를 지원한다.

## 외관
S20은 몸체의 대부분에 적층강화목을 사용했다. 적층강화목은 플라스틱(합성 수지)과 목재판을 적층법을 사용해 혼합한 것인데, 일반 나무(원목)와 비교했을 때, 내구성이 2~3배 정도로 강하고 썩는 일이 적다는 장점이 있다. S20은 참나무와 플라스틱 수지를 혼합한 것이다.

### 선단부
계단식 선단을 사용하고 있다. 촉이 잘 휘는 편에 속해 주의가 필요하다.

### 그립부
S20은 그립부가 나무로 만들어져 더 고급스러움을 잘 표현해냈다.

### 중결링
S20의 중심 부분에 있는 중결링에는 제품의 이름인 S20과 제조 국가인 JAPAN이라는 글씨가 프린트로 새겨져 있다.

### 클립
S20의 클립에는 제조사의 이름인 PILOT가 적혀져 있다.

### 노브
노브에는 심경도 표시계가 있다. 또한, 노브의 상단에는 .3 또는 .5가 적혀져 있는데, 이는 샤프 펜슬의 심경(각각 0.3mm, 0.5mm)을 의미한다.

## 기능
S20은 그립감이 매우 좋다는 평가를 받고 있다.
S20에는 저중심 설계가 적용되었기 때문에 가벼운 느낌을 주고, 부드러운 필기감을 느낄 수 있게 해준다. 다만, 저중심 설계로 인해 실수로 바닥에 떨어뜨리면 촉이 잘 휘는 편이므로 주의가 필요하다. 만약 촉이 휜다면, 선단부만 재구매가 가능하다.
또한, S20은 유격이 거의 발생하지 않는다는 평가를 받고 있다.

## 제품 종류[1]

### 심경 0.3mm 제품
- 딥 레드(진한 빨간색) : 제품 코드는 HPS-2SK-DR3이다.
- 다크 브라운(어두운 갈색) : 제품 코드는 HPS-2SK-DBN3이다.

### 심경 0.5mm 제품
- 블랙(검은색) : 제품 코드는 HPS-2SK-B5이다.
- 브라운(갈색) : 제품 코드는 HPS-2SK-BN5이다.
- 마호가니 :  제품 코드는 HPS-2SK-MA5이다.
- 다크 브라운(어두운 갈색) : 제품 코드는 HPS-2SK-DBN5이다.
- 딥 레드(진한 빨간색) : 제품 코드는 HPS-2SK-DR5이다.